# 랩 오브 차이나
《랩 오브 차이나》(중국어 간체자: 中国有嘻哈, 정체자: 中國有嘻哈, 병음: Zhōngguó yǒu xīhā)는 중국의 텔레비전 프로그램이다. 아이치이가 제작하고 방송하고 있으며, 래퍼 경쟁 프로그램이다.